# The Underdog Project
The Underdog Project er et houseband fra Tyskland. Bandet udgav deres første album It Doesn't Matter i 2001. Fra albummet stammer hits som "Saturday Night", "Summer Jam" og "Tonight".
The Underdog Project blev dannet, da Vic Krishna besøgte Tyskland og jammede med den canadiske sanger Craig Smart. Efter en del demoer var fuldlængde albummet It Doesn't Matter.
Deres single "Remember" blev samplet i Akon-hittet "Right Now Na Na Na".
| Musikgruppe | Spire Denne artikel om en tysk musikgruppe er en spire som bør udbygges. Du er velkommen til at hjælpe Wikipedia ved at udvide den. |